# Thamnobryum negrosense
Thamnobryum negrosense är en bladmossart som beskrevs av Iwatsuki och Benito C. Tan 1977. Thamnobryum negrosense ingår i släktet rävsvansmossor, och familjen Neckeraceae. Inga underarter finns listade i Catalogue of Life.